# 韦盖吉哈佐
韦盖吉哈佐，是匈牙利贝凯什州所辖的一个村。总面积28.94平方公里，总人口1390，人口密度48.0人/平方公里（2011年1月1日）。